# Васюта, Александр Иванович
Алекса́ндр Ива́нович Васю́та (6 августа 1910 — ?) — советский военачальник, полковник, участник Великой Отечественной войны.

## Биография
Александр Иванович Васюта родился 6 августа 1910 года в городе Екатеринославе (ныне — Днепропетровск). В октябре 1929 года поступил в Севастопольскую школу зенитной артиллерии, которую окончил в 1933 году. Служил на командных должностях в различных частях противовоздушной обороны Белорусского и Дальневосточного военных округов. С мая 1941 года командовал дивизионом 8-й истребительно-противотанковой артиллерийской бригады, формировавшейся в городе Лида Гродненской области Белорусской ССР. Здесь его застало начало Великой Отечественной войны.
С первых дней Великой Отечественной войны — на её фронтах. Оказавшись в окружении, Васюта с частью бойцов и техники сумел к концу июня 1941 года выйти к своим в район Смоленска. Получив назначение на должность помощника начальника отдела противовоздушной обороны 16-й армии, он участвовал в Смоленском сражении. С августа 1941 года командовал 111-м отдельным Латышским зенитно-артиллерийским дивизионом Резерва Главного Командования. Принимал участие в битве за Москву, обеспечивая вместе со своими зенитчиками оборону от авиационных налётов Вязьму, Гжатск, Кубинку, Голицыно, Орехово-Зуево. В боях под Вязьмой в октябре-ноябре 1941 года попал в окружение. После прорыва вышел к своим и получил новое назначение — заместителем командующего артиллерией 20-й армии по противовоздушной обороне. Во время контрнаступления под Москвой сражался на волоколамском направлении, позднее участвовал в Ржевско-Вяземских наступательных операциях. С марта 1943 года командовал 14-й зенитно-артиллерийской дивизией Резерва Главного Командования. Принимал участие в Курской битве, в том числе в боях на Жиздринском плацдарме, освобождении Орла и Карачева, форсировании реки Десны. В ноябре 1943 года дивизия Васюты была передислоцирована в Великие Луки, где в ходе освобождения Новосокольников и Новоржева, при форсировании реки Великой обеспечивала прикрытие от воздушных налётов 6-й и 10-й гвардейских армий. В дальнейшем зенитчики под его командованием участвовал в освобождении Идрицы, Прибалтики, блокировании и ликвидации Курляндской группировки вермахта.
Участвовал также в советско-японской войне, обеспечивая прикрытие армейских частей в ходе Хингано-Мукденской операции. 
После окончания боевых действий продолжил службу в Советской Армии. В октябре 1949 года окончил Высшие академические курсы при Военной артиллерийской академии имени Ф. Э. Дзержинского. В 1953—1956 годах занимал должность заместителя по зенитной артиллерии командующего артиллерией Северо-Кавказского военного округа. С июня 1956 года был заместителем начальника отдела боевой подготовки артиллерии Управления командующего артиллерией Северной группы войск, а с октября того же года — заместителем по зенитной артиллерии командующего артиллерией той же группы войск. 
В ноябре 1958 года в звании полковника был уволен в запас. 
Дальнейшая судьба не установлена.

## Награды
- Орден Ленина (5 ноября 1954 года);
- 3 ордена Красного Знамени (15 апреля 1943 года, 1 сентября 1943 года, 15 ноября 1950 года);
- Орден Александра Невского (5 августа 1944 года);
- Орден Отечественной войны 1-й степени (3 октября 1945 года);
- 2 ордена Красной Звезды (1 декабря 1939 года, 3 ноября 1944 года);
- Медаль «За оборону Москвы» и другие медали.